# Akcent metryczny
Akcent metryczny – akcent przypadający w miejscu przewidzianym przez metrum. Obok akcentów metrycznych w wersie mogą występować również inne akcenty, pozametryczne. W wersie z Dumy o Wacławie Rzewuskim Juliusza Słowackiego "cieszył się car ruski, że emir Rzewuski" akcent na słowie car jest pozametryczny. Akcenty metryczne stanowią podstawę wzorca rytmicznego w tonizmie.